# Alessandro Chiappini
Alessandro Chiappini (ur. 31 stycznia 1969 w Perugii) – włoski trener siatkarski.

## Kariera trenerska
W latach 1995–1998 był asystentem trenera Fausta Polidoriego przy pracy z reprezentacją Włoch juniorów i kadetów. Pracował także jako asystent trenera w Medinex Reggio Calabria, Radio 105 Foppapedretti Bergamo i Despar Perugia. Jednak najwięcej sukcesów osiągnął jako trener Asystelu Novara. W 2006 zdobył z tym klubem Superpuchar Włoch i Puchar Top Teams (obecnie CEV). W 2007 Chiappini poprowadził zespół z Novary do brązowego medalu Pucharu CEV.
W latach 2007–2010 był szkoleniowcem reprezentacji Turcji siatkarek, z którą zdobył dwa medale Ligi Europejskiej: srebrny w 2009 i brązowy w 2010. Został zwolniony po rozegranym w Turcji turnieju finałowym Ligi Europejskiej.
W latach 2010–2012 trener Atomu Trefla Sopot. W następnym sezonie 2012/2013 prowadził drużynę z Azerbejdżanu - Azerrail Baku.
W kwietniu 2017 roku Allesandro Chiappini został szkoleniowcem reprezentacji Słowenii siatkarek.
Od listopada 2016 roku trener Proximy Kraków, klubu I ligi kobiet. W 2017 roku, po połączeniu Proximy i Trefla Sopot Chiappini został trenerem nowej drużyny Trefl Proxima Kraków, występującej w ekstraklasie. W sierpniu 2018 r. prezes krakowskiej drużyny ogłosił wycofanie zespołu z Ligi Siatkówki Kobiet i zakończenie działalności klubu.

## Życie prywatne
Jego żoną jest polka Sylwia Wąsik (po wyjściu za mąż Syla Chiappini).

## Przebieg kariery trenerskiej
| Lata                      | Klub / Reprezentacja                               |
| ------------------------- | -------------------------------------------------- |
| 1998–2000                 | Medinex Reggio Calabria (asystent trenera)         |
| 2000–2002                 | Radio 105 Foppapedretti Bergamo (asystent trenera) |
| 2002–2003                 | Despar Perugia (asystent trenera)                  |
| 2003–2005                 | Pallavolo Marsciano                                |
| 2005–2007                 | Asystel Novara                                     |
| 2007–2010                 | Turcja                                             |
| 2010–2012                 | Atom Trefl Sopot                                   |
| 2012–2013                 | Azerrail Baku                                      |
| 2014–2015 (do 12.02.2015) | Nordmeccanica Rebecchi Piacenza                    |
| 2015–2015 (od 17.02.2015) | Imoco Volley Conegliano                            |
| 2016–2018                 | Trefl Proxima Kraków                               |
| 2017                      | Słowenia (U-23)                                    |
| 2017–2021                 | Słowenia                                           |
| 2018–2019                 | PTPS Piła                                          |
| 2019–2022                 | DPD Legionovia Legionowo                           |
| 2022–2025 (do 10.03.2025) | ŁKS Commercecon Łódź                               |
| 2023–                     | Węgry                                              |

## Sukcesy trenerskie

### klubowe/reprezentacyjne
| Klub/Reprezentacja              | Osiągnięcie             | Trofeum        | Sezon/Rok           |
| Asystel Novara                  | Superpuchar Włoch       | złoto          | 2005                |
| Asystel Novara                  | Puchar Top Teams        | złoto          | 2005/2006           |
| Asystel Novara                  | Puchar CEV              | brąz           | 2006/2007           |
| Turcja                          | Liga Europejska         | srebro · brąz  | 2009 2010           |
| Atom Trefl Sopot                | Liga polska             | złoto · srebro | 2011/2012 2010/2011 |
| Azerrail Baku                   | Liga azerska            | brąz           | 2012/2013           |
| Nordmeccanica Rebecchi Piacenza | Superpuchar Włoch       | złoto          | 2014                |
| Trefl Proxima Kraków            | I liga                  | srebro         | 2016/2017           |
| Słowenia (U-23)                 | Mistrzostwa Świata U-23 | srebro         | 2017                |
| ŁKS Commercecon Łódź            | Liga polska             | złoto          | 2022/2023           |
| Węgry                           | Liga Europejska         | srebro         | 2025                |